# John Powell (Politiker)

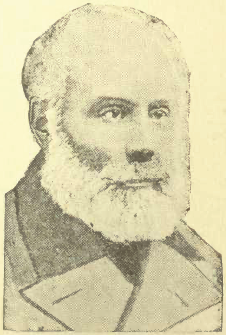
John Powell

John Powell (* 19. Juni 1809; † 24. Februar 1881) war ein kanadischer Politiker. Er war der 5. Bürgermeister von Toronto und spielte während der Oberkanadischen Revolution eine wichtige Rolle. 
Powell begann seine politische Laufbahn 1837, als er in den Stadtrat gewählt wurde. Als der erste Bürgermeister Torontos William Lyon Mackenzie die Rebellion gegen den sogenannten „Family Compact“ und den Gouverneur Francis Bond Head schürte – einer kleinen elitären Gruppe von Familien, welche die Politik Oberkanadas kontrollierten – stellte sich Powell dem entgegen und wurde zu einer wichtigen Figur in dieser Auseinandersetzung. Am 4. Dezember 1837 kundschafteten er und sein Gefährte Archibald Macdonald die Rebellen und ihre Aktivitäten aus. Beide wurden gefasst und sollten Mackenzie vorgeführt werden. Bevor Powell zum Hauptquartier gebracht werden konnte, zückte er eine Pistole aus seinem Mantel und erschoss einen der Rebellen und konnte fliehen. Er versuchte Mackenzie aus nächster Nähe zu erschießen; verfehlte allerdings sein Ziel. Powell kehrte in die Stadt zurück und wurde dort als Held für seine Taten gefeiert. Er wurde vom Rat einstimmig zum Bürgermeister gewählt und hatte dieses Amt von Januar 1838 bis Januar 1841 inne. Danach diente er noch ein weiteres Jahr dem Stadtrat und zog sich anschließend aus der Politik zurück. 1844 verließ er Toronto und wurde Rechtspfleger in Lincoln County, wo er bis zu seinem Tod blieb. 